# Dicranomyia melas
Dicranomyia melas är en tvåvingeart som först beskrevs av Alexander 1934.  Dicranomyia melas ingår i släktet Dicranomyia och familjen småharkrankar.
Artens utbredningsområde är Taiwan. Inga underarter finns listade i Catalogue of Life.